# Saemundssonia lobaticeps
Saemundssonia lobaticeps är en insektsart som först beskrevs av Christoph Gottfried Andreas Giebel 1874.  Saemundssonia lobaticeps ingår i släktet Saemundssonia och familjen fjäderlöss. Arten är reproducerande i Sverige. Utöver nominatformen finns också underarten S. l. remota.